# 短裤

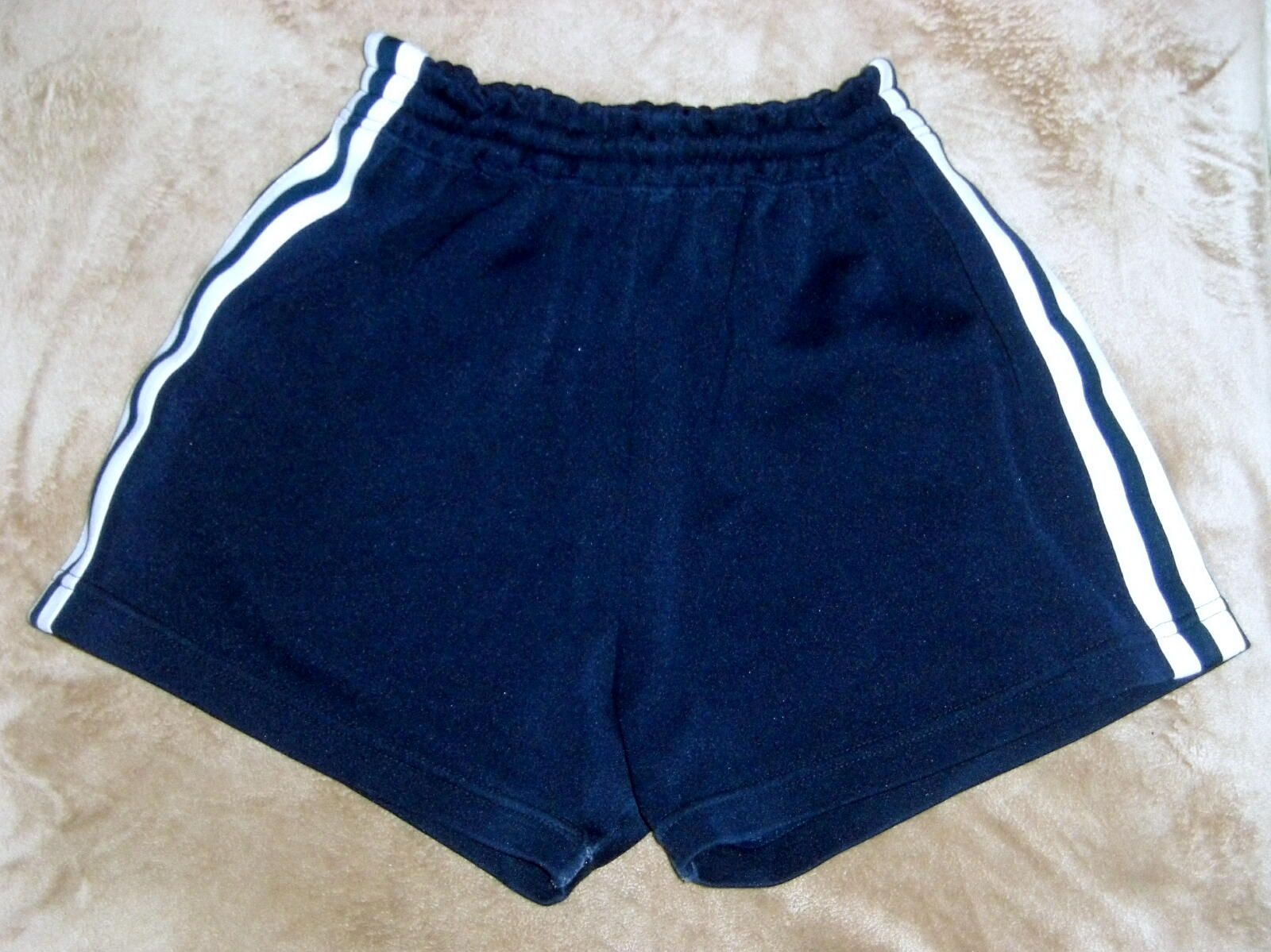
短褲

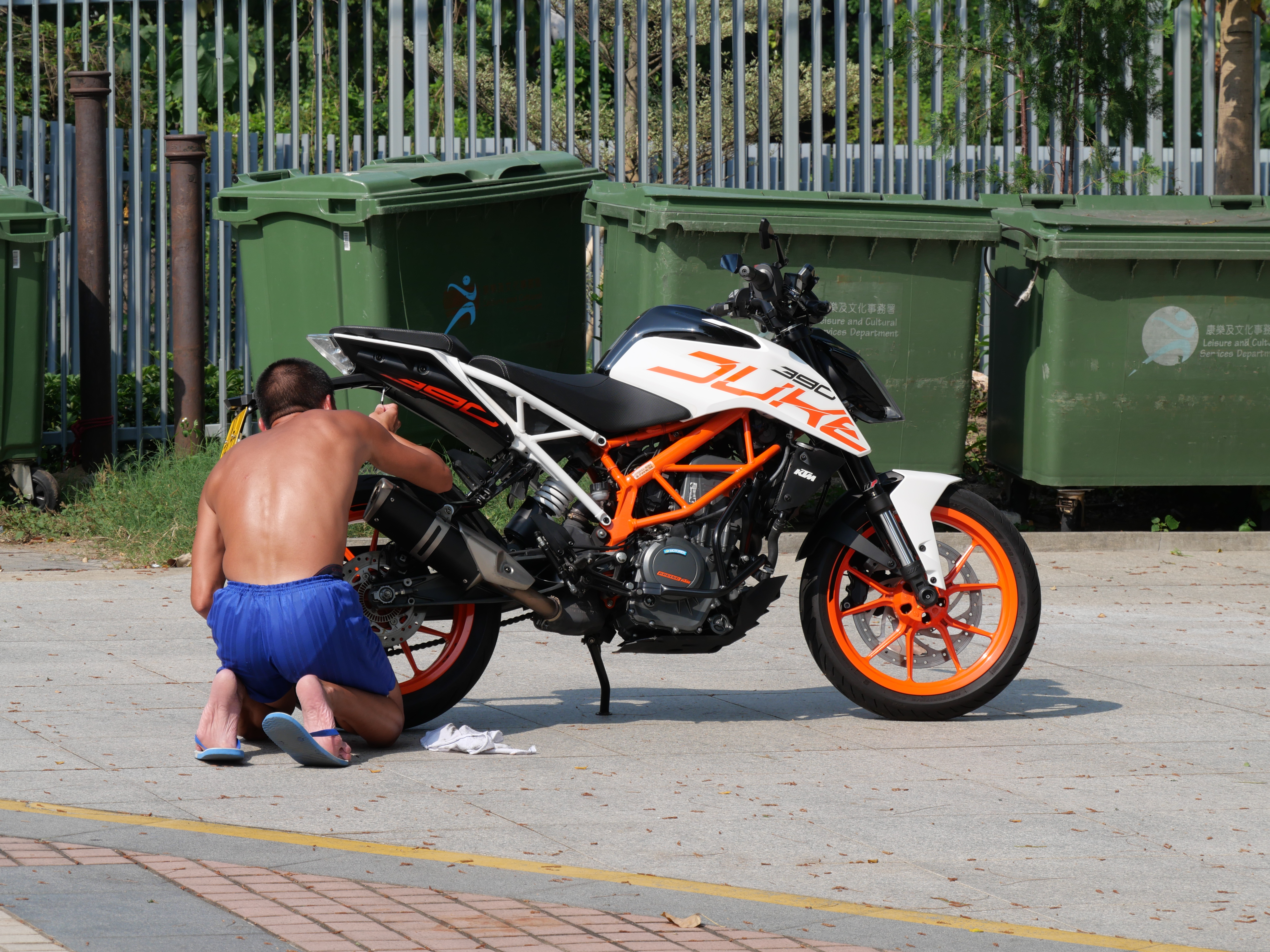
一個穿短褲上身赤裸的男子修理他的摩托車

短褲是一種遮蓋下半身至大腿區域的服裝。與長褲相比，短褲僅覆蓋腿部的上半部分。在某些場合，短褲並不適合作為正式服裝，主要原因是它可能顯得過於隨意，無法滿足場合所需的正式或莊重氛圍。

## 形象
西方歷史上，短褲只有年輕男孩才穿著，當孩子長大時，他們就會擁有自己的第一條長褲，這令人會意到短褲為年輕男孩的象徵。所以即使是炎夏，成年男性為了不讓人覺得自己不成熟，都傾向不穿短褲。但是第二次世界大戰時，很多軍人被派駐到熱帶地區，短褲成為軍服的一部份，也因此成年男性閒暇之餘漸漸開始穿著短褲。時至1970年代，歐美國家因為能源危機加上暖化因素，提出改穿衣料比較少的衣服以減少使用風扇及空調，加上熱帶地區的國家也經濟逐漸發展並交流衣著文化，之後短褲文化遂逐漸興盛並被社會所接受，其中男性短褲則是一般都到膝蓋或膝蓋以上部位，女性不穿著男性的短褲，女用短褲相對男性褲則有些不同，會稍微短一些，褲長通常不到大腿一半的地方，更短的款式並被稱作熱褲，在炎熱的夏季或熱帶地區成為女性時裝。
然而，在很多文化中，穿著短褲出席正式場合，始終被認為是太隨便，若非天氣炎熱或戶外工作，員工穿著短褲到辦公室上班基本上仍然不被接受。很多公司都對員工所穿的便服作出了規定，特別注明不可以穿著短褲。

## 男裝短褲

### 中國
中國古代稱短褲為褌，通常作為內褲用途，穿在下裳之內，只穿著短褲被視為不莊重，但进入21世纪后才越来越放开，部分年轻一代已经抛弃了此观念。在香港，因為受到英國文化影响，短褲被作為小学生的制服。

### 日本
日本家長經常要求小童穿著短褲。短裤於19世紀末期傳到日本，開始有私立小学校採用作為校服。1920年代的日本少年雜誌《紅鳥》提倡孩子應該純真無垢。自此之後，純真無垢成為了日本人對每一個孩子的期望。處於貧困時代的日本，母親都會造及膝短裤予長子穿著，到長子穿舊了再轉讓次子穿著，然而將其改短。
1960年代末期，日本经济急速成長，校服開始普及，同時也興起了採用短褲作為小孩子的校服。1969年，電視連續劇《少年健一》開始放映，當中的主人翁就是以短褲示人。
於1970年世界博覽會上，10歳的浩宮德仁親王穿著短褲到場參觀。很多沒有制定校服的学校，都開始自發地要求學生穿著短褲上學。父母及老師都認為男童應該穿著短褲。男小学生即使到了冬天也穿著短褲，並且獲得成年人称贊他們意志堅強及身體強壯。
在日本，男童也會在高級場合上穿著佩上熱褲的禮服。